# Almirante Ice Fringe
Der Almirante Ice Fringe ist ein schmaler Vorlandgletscher auf der Südwestseite der Andvord Bay an der Danco-Küste im westantarktischen Grahamland.
Teilnehmer einer polnischen Antarktisexpedition benannten ihn um das Jahr 1995 nach der im Paradise Harbor auf der Coughtrey-Halbinsel gelegenen argentinischen Almirante-Brown-Station.